# Jamais le premier soir
Pour plus de détails, voir Fiche technique et Distribution.
Jamais le premier soir est une comédie romantique française coécrite et réalisée par Mélissa Drigeard, sortie en 2014.

## Synopsis
Julie, la trentaine, vivant à Paris, est particulièrement séduisante et pétillante mais elle reste éternellement malheureuse en amour. Après sa dernière aventure qu'elle pensait enfin être la bonne, elle décide de reprendre les choses en main. Elle applique alors à la lettre les conseils du livre Le Bonheur, c'est facile qui devient comme une bible pour la jeune femme.

## Fiche technique
- Titre original : Jamais le premier soir
- Réalisation : Mélissa Drigeard
- Scénario : Mélissa Drigeard et Vincent Juillet
- Décors : Stéphane Taillasson
- Costumes : Emmanuelle Youchnovski
- Photographie : Laurent Dailland
- Son : Marc-Antoine Beldent
- Montage : Sylvie Gadmer
- Musique : Dorion Fiszel et Ackley Brad Thomas
- Production : Dominique Farrugia et Christophe Lambert
- Sociétés de production : EuropaCorp et FEW - Barbès Films Compagnie ; TF1 Films Production (coproduction)
- Sociétés de distribution : EuropaCorp Distribution
- Pays d’origine :  France
- Langue originale : français
- Format : couleur
- entrées : 804 910[3]
- Budget : 5 000 000 €
- Recettes : 6 035 970 $[4] (environ 4 450 000 € en janvier 2014)
- Durée : 90 minutes
- Genre : comédie romantique
- Dates de sortie : 
  -  France : 1er janvier 2014
  -  Belgique : 22 janvier 2014
- Tous publics en salle, déconseillé aux moins de 10 ans à la télévision.

## Distribution
- Alexandra Lamy : Julie
- Mélanie Doutey : Louise
- Julie Ferrier : Rose
- Jean-Paul Rouve : Marc
- Grégory Fitoussi :  Ange
- Julien Boisselier : Charles
- Lucile Boulanger : Anne
- Adeline Chetail : Sophie
- Arnaud Henriet : Gilles
- Michel Vuillermoz : Viktor Bells
- Pascal Demolon : Chadenat
- Ophélia Kolb : l'hôtesse du salon Zen
- Alice David : Charlotte
- Laurent Lévy : Albert
- Frédérique Tirmont : la mère de Julie
- Nicolas Medad : Émilio
- Olivia Côte : l'animatrice

## Production

### Tournage
Le tournage a lieu du 11 mars 2013 au 29 avril 2013 à :
| - Paris - 8e arrondissement - 9e arrondissement - 10e arrondissement - 15e arrondissement - 17e arrondissement - 19e arrondissement - 20e arrondissement | - Hauts-de-Seine - Courbevoie - Seine-Saint-Denis - Montreuil - Loire-Atlantique - La Baule-Escoublac - Ille-et-Vilaine - Saint-Malo |